# Bier in Zweden

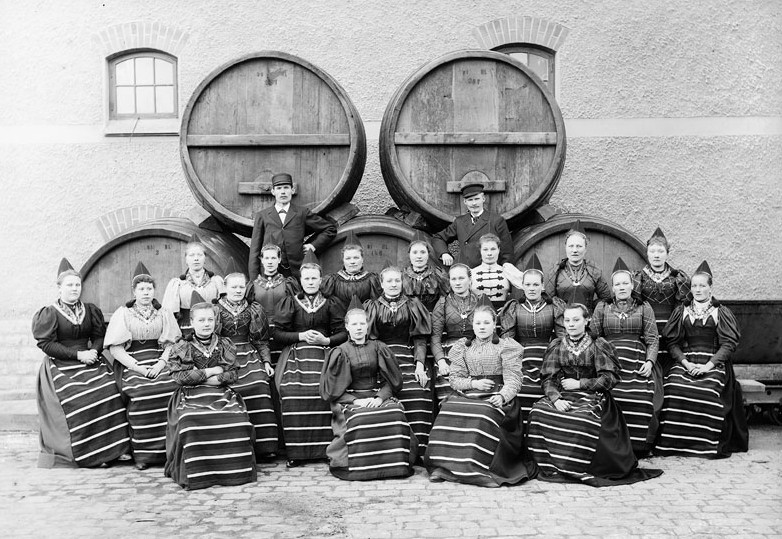

Bier in Zweden heeft een lange traditie die teruggaat tot de Vikingtijd. Van de middeleeuwen tot de 17e eeuw was bier de nationale drank in Zweden maar vanaf 1700 werd sterkedrank steeds populairder. Brouwerijen hadden het alleenrecht op distilleren. Omdat sterkedrank meer opbracht dan bier, schakelden veel brouwerijen over op distilleren en geraakte het bierbrouwen in verval. Tot de 19e eeuw werd bier meestal thuis gebrouwen en behalve het “feestbier”, bevatte bier weinig alcohol. Dat bier weer populairder werd, was in eerste instantie te danken aan het buitenland. Gedurende de 18e eeuw werd onder andere porter uit Groot-Brittannië ingevoerd en in 1791 richtte William Knox de eerste porterbrouwerij op in Göteborg.

## 19e eeuw
In de 19e eeuw werd het laaggegist bier geïntroduceerd door Frederic Rosenquist, die een kleine brouwerij huurde in Stockholm en in 1843 het eerste Zweedse lager op de markt bracht. Dit bier was van het type Münchener. Andere brouwerijen volgden al snel zijn voorbeeld en zo ontstond een Zweeds type lager, lichtbruin of donker amberkleurig. Sommige brouwerijen brouwen nog steeds Bayerskt, een kruising tussen een Münchener lager en een Weense lager. In 1870 werd de eerste pilsner in Zweden geïntroduceerd maar deze biersoort zou pas na de Eerste Wereldoorlog de dominante stijl worden. In het midden van de 19e eeuw groeide het aantal brouwerijen in alle grotere steden en in 1905 waren er 240 actieve brouwerijen.

## 20e eeuw
In het begin van de 20e eeuw ontstond een grote anti-alcoholbeweging en een poging om bier boven 2,25% te verbieden werd in 1922 maar nipt verworpen (met 51% tegenstemmen). In de eerste helft van de eeuw werden er door de nationale brouwersfederatie Sveriges Bryggerier strengere regels uitgevaardigd zodat brouwerijen enkel bier mochten verkopen in een beperkte radius rond de brouwerij. De enige manier om uit te breiden was door andere brouwerijen op te kopen. In 1948 bleven er nog 115 brouwerijen over waarvan er 66 eigendom waren van 16 brouwerijgroepen. In 1955 werd het verbod op lokale verkoop opgeheven waardoor ook veel kleinere brouwerijen moesten sluiten of overgenomen werden door de grotere brouwerijgroepen. De twee grootste, AB Stockholms Bryggerier and AB Pripps & Lyckholm fuseerden in 1963 zodat ze samen 35 brouwerijen in handen hadden en 2/3 van de lokale biermarkt in handen kregen. In 1974 werd de Zweedse Staat voor 60% eigenaar van de groep. In 1977 waren er amper 25 brouwerijen over (in 12 brouwerijgroepen). Dat jaar kocht Pripps nummer twee Sandwalls en nummer vijf Falcon en in 1980 kocht Spendrups Risingbo Ångbryggeri AB zodat er nog 9 groepen overbleven. De situatie einde jaren tachtig zag er niet rooskleurig uit en in 1992 bleven er amper 10 brouwerijen over die bijna uitsluitend nietszeggende lagers op de markt brachten.
In 1985 werd de bierconsumentenvereniging Svenska Ölfrämjandet opgericht, lid van de European Beer Consumers Union, vereniging ter bevordering en ontwikkeling van de kwaliteit van bier. Einde jaren tachtig en begin jaren negentig ontstond een nieuwe generatie van kleine brouwerijen en na de toetreding tot de Europese Unie in 1995 werd het maximum alcoholgehalte van 5,6% opgeheven.

## 21e eeuw
De grootste brouwerij in Zweden, Carlsberg Sverige is eigendom van de Deense Carlsberg-groep en heeft een marktaandeel van 31,8%. In 1996 kwam de groep al in bezit van Falcon bryggerier en in 2004 werden ze voor 100% eigenaar van Pripps bryggerier. De brouwactiviteiten bij Pripps werden gestaakt en er wordt enkel nog gebrouwen in Falkenberg.
In Zweden doet er zich sinds de eeuwwisseling een aanmerkelijke groei in de bierbrouwerssector voor. Er komen steeds meer kleinschalige ambachtelijke brouwerijen bij, die zich hoofdzakelijk op speciaalbier toeleggen. Populaire bierstijlen zijn met name American Pale Ale, India Pale Ale en Russian Imperial Stout, waaruit de sterke invloed van de Amerikaanse craftbeerbeweging blijkt. Brouwerijen als Nils Oscars, Nynäshamns Ångbryggeri en Oppigårds zijn inmiddels gevestigde namen.
Zweden is thans echter het enige Europese niet-wijnproducerende land waar per capita meer wijn dan bier wordt gedronken. Een mogelijke verklaring die in de Zweedse pers wordt gegeven, is dat het Systembolaget al decennialang bewust het matig drinken van kwaliteitswijn promoot als middel om het traditionele Noord-Europese drinken van grote hoeveelheden bier en sterkedrank te beteugelen.

## Cijfers 2011
- Bierproductie: 4,491 miljoen hl
- Export: 525.000 hl
- Import: 1,161 miljoen hl
- Bierconsumptie: 4,806 miljoen hl
- Bierconsumptie per inwoner: 50,7 liter
- Actieve brouwerijen: 65[2][3]

## Brouwerijen (niet-complete lijst)
- Spendrups Bryggeri
- Carlsberg Sverige
- Kopparbergs Bryggeri
- Krönleins Bryggeri
- Ahlafors Bryggerier
- Dugges Ale och Porterbryggeri
- Åbro Bryggeri
- Avesta Bryggeri
- Nils Oscar Bryggeri
- Nynäshamns Ångbryggeri

## Bieren

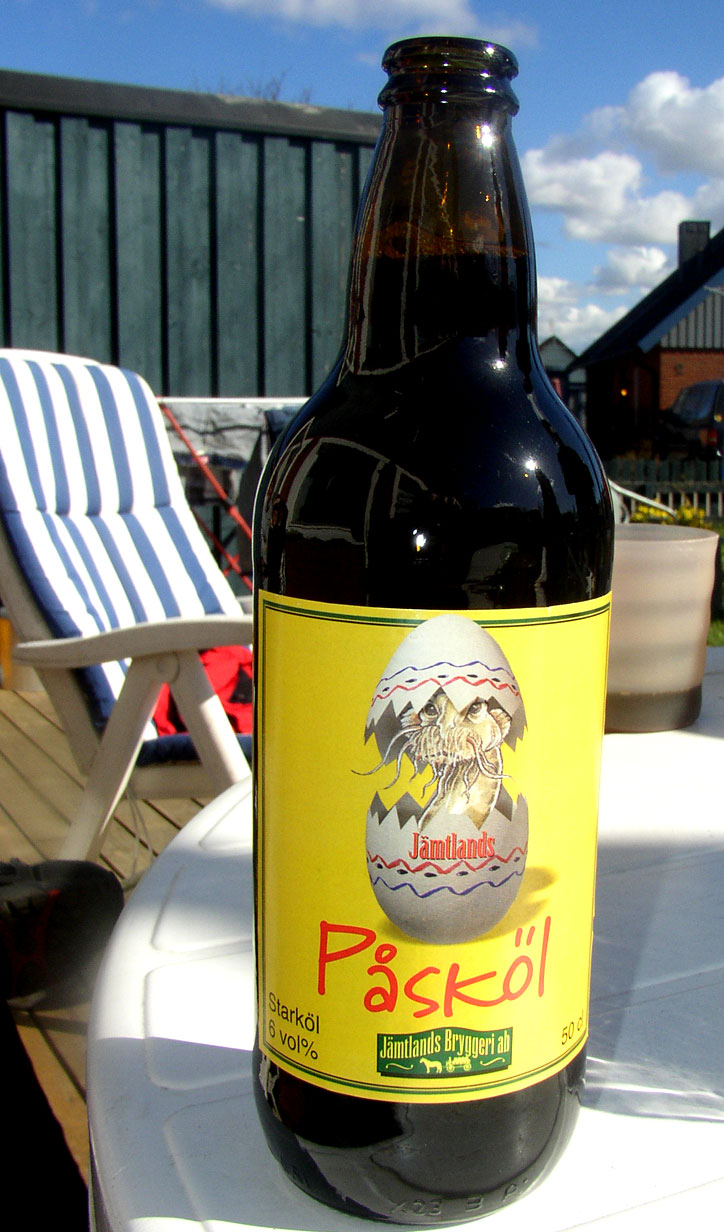
Påsköl

Bieren worden onderverdeeld in de volgende drie klassen (sinds 1997):
- Klasse I, met een alcoholvolume van maximum 2,25%: lättöl (light bier). Kan overal en door iedereen gekocht worden.
- Klasse II, met een alcoholvolume tussen 2,3% en 3,5%: folköl (volksbier). Kan gekocht worden in supermarkten door personen vanaf 18 jaar oud.
- Klasse III, met een alcoholvolume boven 3,5%: starköl (zwaar bier). Kan enkel gekocht worden in de staatsslijterijen Systembolaget door personen vanaf 20 jaar of in de pubs door personen vanaf 18 jaar oud.

Door deze regelgeving brengen veel buitenlandse brouwerijen hun bieren uit in twee versies, een gewone of een versie van 3,5%.

### Bekendste bieren
- Pripps Blå
- Falcon
- Sofiero Original
- Spendrups
- Nils Oscar
- Three Hearts
- Borg Viking Beer
- Crocodile

## Belangrijke festivals
- Stockholm Oktoberfest, einde augustus
- Stockholm Beer & Whisky Festival, eind september, begin oktober